# Colosimi
Colosimi község (comune) Olaszország Calabria régiójában, Cosenza megyében.

## Fekvése
A település a Monte Brutto (Sila-fennsík) lejtőin fekszik Cosenza és Catanzaro megyék határán. Határai: Bianchi, Carpanzano, Marzi, Parenti, Pedivigliano, Scigliano, Sorbo San Basile, Soveria Mannelli és Taverna.

## Története
A település 1820-ig Bianchihoz tartozott.

## Népessége
A népesség számának alakulása:

## Főbb látnivalói
- Madonna delle Grazie-templom
- SS. Maria dell’Assunta-templom
- Madonna dell’Immacolata-templom
- Madonna di Loreto-templom